# Convexitermes
Convexitermes es un género de termitas  perteneciente a la familia Termitidae que tiene las siguientes especies:

## Especies
1. Convexitermes convexifrons
2. Convexitermes manni